# Longiano
Longiano est une commune de la province de Forlì-Cesena dans la région Émilie-Romagne en Italie.

## Administration
| Période                                  | Période  | Identité        | Étiquette | Qualité |
| ---------------------------------------- | -------- | --------------- | --------- | ------- |
| 15 juin 2004                             | En cours | Sandro Pascucci |           |         |
| Les données manquantes sont à compléter. |          |                 |           |         |

### Hameaux
Capoluogo, Budrio, Ponte Ospedaletto, Crocetta, Montilgallo, Felloniche, Badia, Massa

### Communes limitrophes
Borghi, Césène, Gambettola, Gatteo, Montiano, Roncofreddo, Santarcangelo di Romagna, Savignano sul Rubicone

## Population

### Évolution de la population en janvier de chaque année
| 1861  | 1901  | 1921  | 1951  | 1961  | 1971  | 1981  | 1991  | 2001  |
| ----- | ----- | ----- | ----- | ----- | ----- | ----- | ----- | ----- |
| 3 327 | 3 994 | 4 343 | 4 331 | 4 022 | 4 181 | 4 426 | 4 699 | 5 587 |

| 2011  | - | - | - | - | - | - | - | - |
| ----- | - | - | - | - | - | - | - | - |
| 6 966 | - | - | - | - | - | - | - | - |

### Ethnies et minorités étrangères
Selon les données de l’Institut national de statistique (ISTAT) au 1er janvier 2011 la population étrangère résidente était de 522 personnes.
Les nationalités majoritairement représentatives étaient :
| Pos. | Pays     | Population |
| ---- | -------- | ---------- |
| 1    | Maroc    | 138        |
| 2    | Bulgarie | 83         |

## Architecture
Le bourg se caractérise par son aspect typiquement médiéval, qui entoure la Rocca Malatestiana (Longiano) de 1200, tenue en bonne condition et récemment restaurée en respectant les méthodes originales de construction. Le territoire communal comprend également un tracé de la Via Emilia d'époque romaine.

## Personnalités
- Girolamo Ferri, latiniste (1713 - 1786)
- Tito Balestra, poète (1923 - 1976)